# Zwei auf einem Pferd
Die deutsche Vorentscheidung zum Eurovision Song Contest 1957 fand am 17. Februar 1957 in Frankfurt am Main im Rahmen der Sendung Zwei auf einem Pferd statt. Vier Interpreten stellten sich unter der musikalischen Leitung von Willy Berking der Jury. Margot Hielscher stand bereits beim deutschen Vorentscheid 1956 auf der Teilnehmerliste, es ist allerdings fraglich, ob dieser überhaupt stattgefunden hatte.

## Platzierungen
| Platz | Startnr. | Interpret        | Lied Musik (M) und Text (T)                                  | Punkte |
| ----- | -------- | ---------------- | ------------------------------------------------------------ | ------ |
| 1.    | 4        | Margot Hielscher | Telefon, Telefon M: Friedrich Meyer; T: Ralph Maria Siegel   | 36     |
| 2.    | 1        | Renée Franke     | Ich brauche dein Herz M: Lotar Olias; T: Peter Moesser       | 18     |
| 3.    | 3        | Paul Kuhn        | Das Klavier über mir M: Karl Götz; T: Walter Brandin         | 17     |
| 4.    | 2        | Illo Schieder    | Was machen die Mädchen in Rio M: Willy Mattes; T: Fini Busch | 09     |

Margot Hielscher erreichte mit dem von ihrem Ehemann Friedrich Meyer komponierten und von Ralph Maria Siegel getexteten Lied beim Eurovision Song Contest 1957, der am 3. März 1957 ebenfalls im Großen Sendesaal in Frankfurt am Main stattfand, den vierten Platz.